# Viktor Lyapkalo
Víktor Aleksándrovich Lyapkalo (conocido como Víktor Lyapkalo, Ujtá, 1956) es un pintor ruso de etnia komi. Se diplomó en el liceo artístico de Sarátov y se graduó en la Academia Imperial de las Artes de San Petersburgo.
Desde finales de la década de 1980, vive en San Petersburgo y forma parte de la Unión de los Artistas de la Ciudad.